# Out of Step
Out of Step es el único álbum de estudio de la banda estadounidense de hardcore punk Minor Threat, lanzado en abril de 1983 a través de Dischord Records. Es considerado como una pieza fundamental del género punk rock y ha sido citado por muchos críticos y revistas como una de las mejores progresiones para la historia de la música rock, que específicamente, ayudó a moldear el camino de muchos géneros de corrientes musicales underground (música alternativa).
Su influencia es notoria en futuras bandas que impulsarian el movimiento youth crew, también en otros géneros tales como el  grunge, post-hardcore, skate punk y thrash metal.

## Contenido
Este disco se caracteriza por una mayor complejidad en sus canciones, con riffs mucho más elaborados incluso con arreglos (Ejemplos como Think Again, Look Back and Laugh, Cashing In), mientras el bajo ejecuta octavas pero conserva la dinámica de seguir la línea de la guitarra, y en algunos casos, secciones donde la batería disminuye la rapidez (Como en el caso de Betray y Little Friend) aunque no olvidan la intensidad y energía con la cual tocan sus composiciones; para este disco Brian Baker pasó a ser segundo guitarrista y se unió Steven Hangsen al bajo.
Además, las letras de la gran mayoría de las composiciones, en comparación con la de sus primeras grabaciones (que contenían un mensaje políticamente crítico y en oposición al uso de las drogas), reflejan autorreflexión, frustración juvenil, problemas personales y dificultades con amistades.

## Crítica y legado
Out of Step recibió críticas y calificaciones positivas. Ned Raggett de AllMusic le otorga cuatro estrellas y media de cinco estrellas y afirma: Basándose en la promesa y el fuego de los singles anteriores de la banda, Out of Step se convirtió instantáneamente en un ícono del hardcore estadounidense, sin mencionar la escena de DC, en los años venideros, así como cualquier número de bandas que fusionaron políticas personales y sociales.
Está incluido en la lista de los 1001 discos que hay que escuchar antes de morir.
| Publicación     | Reconocimiento                                                    | Ranking |
| --------------- | ----------------------------------------------------------------- | ------- |
| Pitchfork Media | Los 100 mejores álbumes de los 80s                                | 100     |
| Spin            | Diez razones por las que deseamos que SPIN haya comenzado en 1984 | 9       |
| Loudwire        | Los 80 mejores álbumes de hard rock & metal de los 80s            | 19      |
| FACT            | Los 100 mejores álbumes de los 80s                                | 7       |
| NME             | Los 15 mejores álbumes de hardcore de todos los tiempos           | [ 8 ]   |

## Listado de canciones
Todas las canciones compuestas por Minor Threat.
1. "Betray" – 3:04
2. "It Follows" – 1:50
3. "Think Again" – 2:18
4. "Look Back and Laugh" – 3:16
5. "Sob Story" – 1:50
6. "No Reason" – 1:57
7. "Little Friend" – 2:18
8. "Out of Step" – 1:20
9. "Cashing In" – 3:43 (pista sin acreditar en versión original de vinilo)

## Créditos
| Minor Threat - Ian MacKaye – voces - Lyle Preslar – guitarra - Brian Baker – guitarra - Steve Hansgen – bajo - Jeff Nelson – batería | Producción - Don Zientara – productor - Minor Threat – productor - Skip Groff – mezcla - Don Zientara − ingeniero de sonido - Cynthia Connolly − cover - Jeff Nelson – diseño gráfico |